# Ichthyostoma
Ichthyostoma, monotipični biljni rod iz porodice primogovki smješten u tribus Justicieae, dio potporodice Acanthoideae. Jedina vrsta je I. thulinii, grm sa istoka Afrike (Etiopija i Somalija). Opisan je u Nordic Journal of Botany 16(4): 441. 1996[1997]. 

## Opis
Umjereno razgranat grm s često iskrivljenim granama, 1-1,5 m visok; stare stabljike isprugane s nepravilnim pukotinama i ljuštenom vanjskom korom; mlade stabljike dosta gusto dlakave. Listovi u paru često izrazito nejednaki; lopatica jajolika do obrnuto jajolika, 25-35 x 16-19 mm, izbočena na bazi, tupa na vrhu, prilično gusto dlakava s do 0,4-0,5 mm dugim raširenim dlakama, od kojih su mnoge žljezdaste; peteljka duga 1–3 mm. Cvjetovi su ili pojedinačni u blizini vrhova mladih izbojaka ili u jednostavnoj dihaziji formiranoj od dodatnih cvjetova koji se pojavljuju kasnije u pazušcima brakteola; pedicel 2–4 mm; peteljka duga 5–14 mm; brakteje lisnate, 17–25 x 8–14 mm; brakteole 1–2 x 0,4–0,5 mm. Čaška s prilično brojnim 0,2-0,4 mm dugim uspravnim žljezdastim dlačicama; režnjevi usko lancetasti, dugi do 13,5 mm. Vjenčić žućkasto bijel i blijedo do bogato grimizan, izvana rijetko žljezdasto dlakav, 21,5-29 mm dug; cijev duga 8,8–11,5 mm; gornja usna 14,9-20 mm duga, donja 14,3-20 mm duga i 8,5-16 mm široka. Prašnici dugi 4,1–4,9 mm, pomaknuti do c. 0,9 mm. Kapsula c. 31,5 mm dug, rijetko dlakava sa sitnim žljezdastim dlakama. Sjemenke su zaobljene. 